# 金山 (群馬県)
金山（かなやま）は、群馬県太田市金山町にあり八王子丘陵の東南にある標高235.8mの独立峰である。別名「太田金山」。ぐんま百名山に選定されている。 
山頂には「新田神社」や「金山城（国の史跡）」があり、足尾山塊、赤城山、榛名山、浅間山、富士山、筑波山、秩父連山らが眺望できる  。南側下に太田市街地、北側下に北関東自動車道と同自動車道の太田桐生IC、東側下にイオンモール太田、西側下にはぐんまこどもの国が見え、さらには桐生市、邑楽郡大泉町、埼玉県熊谷市、栃木県足利市まで見渡すことができる。麓には「子育て呑龍」で親しまれている大光院がある。

## 歴史
万葉集に「新田山」として次の二歌が詠まれている。
- 「新田山（にひたやま）　嶺（ね）には着かなな　吾（わ）によそり　間（はし）なる児らし　あやに愛（かな）しも」（巻14-3408）
- 「白遠（しらとほ）ふ　小新田山（をにひたやま）の　守（も）る山の　末（うら）枯（が）れ為（せ）なな　常葉（とこは）にもがも」（巻14-3436）

金山丘陵北東部から八王子丘陵南端にかけて須恵器及び瓦の窯跡群があり、亀山窯跡、辻小屋窯跡、八幡窯跡をはじめ6世紀後半から7世紀後半の窯跡支群が確認されている。推定された数は12ヵ所で、関東地方の古墳時代窯跡群の中では最大のもので、9世紀後半までの存続が認められている
。
金山の名は室町期から見える地名であり、1404年(応永11年)9月の『村田郷地検目録(正木文書)』に「一所、金山御神田」の記述があり、当地が信仰の対象になったことがわかる。その後、金山城として名を成していく(詳細は新田金山城を参考)。
1926年（大正15年）、本島、大島、武川、成田、渋沢他地元太田町（当時）の有志十数人が「金龍寺公園-金山山頂間」800mを結ぶ「太田鋼索鉄道株式会社」（資本金20万円）を設立。計画書を国に申請し1927年（昭和2年）に許可されたものの1929年（昭和4年）6月6日の工事指定日になっても着工しなかったため失効となり免許が取り消されたことがある。1934年（昭和9年）には、山麓橋から頂上まで自動車開削計画を立てたが実現せず、戦後計画を一部変更して完成した。また1937年（昭和12年）には、金山の実城（じつしろ）山と相対する大八王子山200尺余りの仏像建立を計画したが、戦争のため立ち消えになった。
1947年に制定された 上毛かるたでは「お・太田金山子育て呑龍」の名で知られるようになった。
1970年代になると、日本オリエンテーリング協会のパーマネントコースに指定されている。

## 地形

### 地質
金山は八王子丘陵等とともに、足尾山地から渡良瀬川の断層によって切り離された分離丘陵群のひとつと考えられている。地質は山頂を中心とした部分が新生代第三系の金山流紋岩類（金山石）で、これを北から取り囲むような形で馬蹄形に中生代の足尾層群が取り巻いている。金山北西端には中新世の強戸礫岩層・新第三系の薮塚累層湯ノ入凝灰岩部層が分布している。金山流紋岩類は流紋岩質火砕岩類で、熔結凝灰岩を含む火砕流堆積物から成りたっており、金山の主体部は金山流紋岩類3と呼ばれる熔結凝灰岩から形成され、金山各所の石切場跡などで柱状節理を見ることができる。

### 鉱物
金山の北東部、菅ノ沢遺跡で須恵器窯跡13基、鉄製炉（タタラ）3基とそれに関連する炭窯や工房跡、および7世紀中頃の古墳3基が見つかっている。製鉄炉は、半地下式であり、タタラによる鉄製鉄が行われていたのは、平安時代中期の10世紀頃と推定されている。新田次郎の小説『新田義貞』では、タタラを使用し新田義重の時代から武器を作っている説が取られている。金山山麓は古墳時代から平安時代にかけて全国的にも有数の窯業地帯であり、須恵器や埴輪の一大生産拠点であった。

## 動植物

### 動物相
小動物ではリスやホンドキツネ、ホンドタヌキ、イタチ、アナグマ、キュウシュウノウサギ、ホンシュウヒミズなどが確認されている。 かつてはシカやサルも生息していたが、1910年（明治43）年ごろには絶滅した。
両生類は、ニホンアカガエル、ヤマアカガエル、シュレーゲルアカガエル、アオガエル、少数のイモリなどが生息している。 
爬虫類では、イシガメ、クサガメ、ニホントカゲが少数生息。ヤマカガシ、ヒバカリ、タカチホヘビ、シマヘビ、アオダイショウ、ジムグリ、カナヘビが確認できる。
鳥では、メジロ、キジ、シジュウカラ、ショウビタキ、モズ、ハヤブサ、アオバスク、フクロウ、ウグイス、カッコウ、アオゲラ、カルガモ、カイツブリ、カワセミ、セキレイ、サシバ、オオタカ、チョウゲンボウ、ハチクマ、ノスリ、ハヤブサ、ワシタカなど約100種類の野鳥が見られる。 
魚類・甲殻類は、ヨシノボリ、サワガニ、ヌマエビが確認されている。

### 植物相
全体的にアカマツ林に覆われているが、春にはヤマザクラ、ヤマツツジ、カタクリ、水芭蕉。夏にはクズ。秋にはキキョウ、ヤマハギが見られる。他には、ヒカサキ、シラカシ、アラカシ、クヌギ、コナラも群生している。
以前は松茸も取れ徳川将軍家や皇室へ献上されていたが、1964年（昭和39）年を最後に途絶えている。献上松茸の起源には諸説あるが、1648年(慶安元年)の老中証文(雨笠文書)に記載があるため1629年(寛永6年)館林藩主榊原忠次が将軍徳川家光に献上したものが開始時期とされている。松茸は金山に40か所に生えていたと言われ、献上松茸に掛かる諸費用は金山御用地村が負担し、御用地村の総勤高は3443石余りであった。
山頂付近には軍用植物が植えられており、タケ（矢竹用）、ウメ（食用）、みかん（食用）、カシ（槍柄用）、サイカチ（馬薬用）などが残っている。

## 観光

### 登山道
標高差は約200m。一年を通して登山ができる手軽な初級者向けのハイキングコースとなっている。東山ハイキングコース、西山ハイキングコース、北山ハイキングコースなどがあり、その他ルート上分岐はいくつも見られるが、登山の難易度は高くない山である  。

### 近隣の観光地
- 金山の森キャンプ場
- ぐんまこどもの国
- 大光院
- 金龍寺
- 新田神社
- 史跡金山城跡ガイダンス施設
- さざえ堂
- 親水公園

など

## 交通
東武太田駅（徒歩30分）大光院（徒歩5分）金龍寺（徒歩25分）モータープール（徒歩15分）山頂。

## ギャラリー

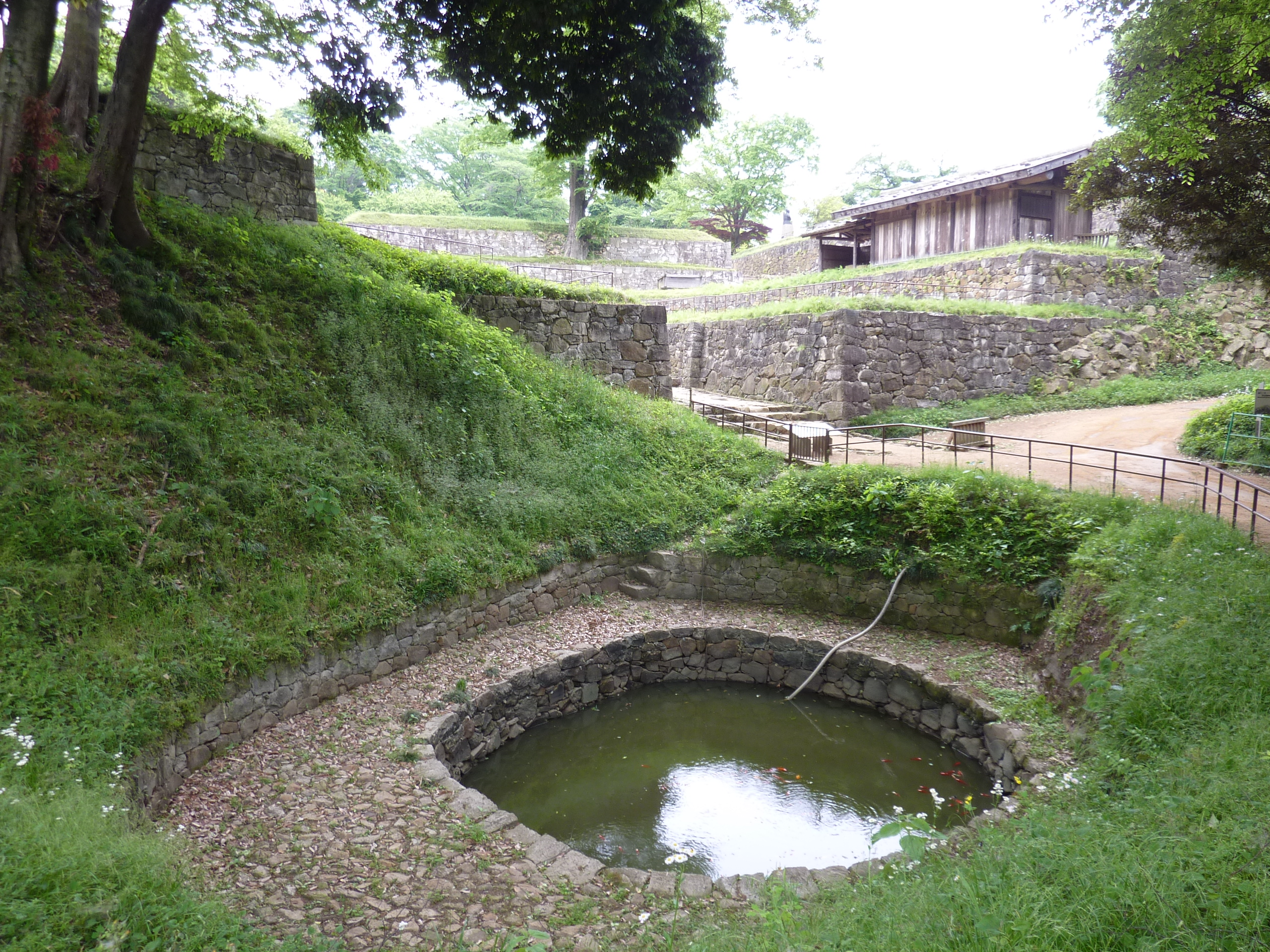
金山城跡